# 4901 Ó Briain
4901 Ó Briain è un asteroide della fascia principale. Scoperto nel 1988, presenta un'orbita caratterizzata da un semiasse maggiore pari a 2,2742816 au e da un'eccentricità di 0,1903628, inclinata di 4,64142° rispetto all'eclittica.
L'asteroide è dedicato all'attore irlandese Dara Ó Briain.